# All-Ireland Senior Football Championship 1957
L'All-Ireland Senior Football Championship del 1957 fu l'edizione numero 71 del principale torneo irlandese di calcio gaelico. Louth si impose per la terza volta nella sua storia, l'ultima fino al 2014.

## Results

### Connacht
| 14 luglio 1957 Finale | Galway | 4-8 – 0-4 | Leitrim | Galway (13.000 spett.) |

### Leinster
| Dublino 7 luglio 1957 Finale | Louth | 2-9 – 1-7 | Dublin | Croke Park |

### Munster
| luglio 1957 Finale | Cork | 0-16 – 1-2 | Waterford |  |

### Ulster
| 28 luglio 1957 Finale | Tyrone | 1-9 – 0-10 | Derry | Clones (36.500 spett.) |

### All-Ireland Championship
| Dublino 11 agosto 1957 Semifinale | Cork | 2-4 – 0-9 | Galway | Croke Park (57.066 spett.) |

| Dublino 18 agosto 1957 Semifinale | Louth | 0-13 – 0-7 | Tyrone | Croke Park (30.723 spett.) |

| Dublino 22 settembre 1957 Finale | Louth | 1-9 – 1-7 | Cork | Croke Park (72.732 spett.) |